# Bieniowice
Bieniowice (niem. Bienau, do 1937 r. Bienowitz) – wieś w Polsce, położona w województwie dolnośląskim, w powiecie legnickim, w gminie Kunice.

W latach 1954–1959 wieś należała i była siedzibą władz gromady Bieniowice, po jej zniesieniu w gromadzie Kunice. W latach 1975–1998 miejscowość należała administracyjnie do województwa legnickiego.
We wsi był przystanek kolejowy Bieniowice.

## Nazwa
W 1896 r. polską nazwę Bienowice oraz niemiecką Bienowitz wymienia śląski pisarz Konstanty Damrot. Dodatkowo podał zanotowaną w 1325 r. nazwę Benowicz.
9 stycznia 1937 r. w miejsce nazwy Bienowitz wprowadzono nazwę Bienau. 12 listopada 1946 r. nadano miejscowości polską nazwę Bieniowice.

## Demografia
W 1933 r. w miejscowości mieszkały 463 osoby, a w 1939 r. – 447 osób. Według Narodowego Spisu Powszechnego (III 2011 r.) Bieniowice liczyły 309 mieszkańców.

## Sport
W miejscowości działa klub piłkarski Kaczawa Bieniowice, założony w 1970 roku.

## Zabytki
Do wojewódzkiego rejestru zabytków wpisany jest:
- kościół ewangelicki, obecnie rzymskokatolicki, parafialny pw. Zwiastowania Pańskiego, z 1859 roku.